# 艾美達
艾美達（Nicholas Mario de Almeida Torrão，1987年11月18日—），生於南非約翰尼斯堡。是一位澳門足球員。目前效力澳科鄒北記及澳門足球代表隊。

## 球員生涯

### 名門世家加義
2011年球季，艾美達協助加義衛冕澳門甲級足球聯賽及澳門足總盃冠軍。
2012年球季，再協助球隊實現聯賽三連冠。在7月當選最佳本地球員及入選最佳十一人足球明星，有十三個聯賽入球。
2013年7月15日，艾美達在2013澳門甲組足球聯賽明星頒獎禮中，獲得「最佳神射手」獎。 艾美達全季射入了23球。季後他轉投了澳門賓菲加足球會。

### 澳門賓菲加
2014年5月25日，澳門賓菲加迎戰基聯，贈對方“八蛋”。艾美達表現最為搶眼，卅七分鐘便完成帽子戲法。最終賓菲加奪得2013-14年度澳門甲組足球聯賽冠軍。 2014年7月6日，在氹仔運動場上演2014年度澳門足總盃決賽，艾美達的入球協助賓菲加以2:0擊敗蒙地卡羅成為冠軍。 2017年2月25日，賓菲加憑艾美達大演帽子戲法，五比○大炒德晉加義。7月3日，賓菲加對澳門士砵亭，艾美達在九、五十四、六十七和八十三分鐘轟入四球，個人連中四元，以7比1炒起士砵亭。艾美達在2017年射手榜累積二十球，列射手榜第二位。並且第六次奪得甲組聯賽錦標。
2018年1月25日，艾美達變身“空中霸王”，個人頭槌連中五元，帶領賓菲加以5:0攻破勵馳。2018年亞洲足協盃小組賽，賓菲加在5月2日到訪台灣輔大航源反客為主，藉艾美達兩射一傳的MVP表現，助球隊贏4比1，兩循環雙殺對手。

### 澳門士砵亭
2019年9月，艾美達宣佈加盟澳門士砵亭足球會。在2019年甲組七人足球錦標賽決賽，士砵亭憑著倒戈的艾美達射入全場唯一入球，倒戈力挫賓菲加，以全季不失一球的姿態捧走冠軍。

### 澳科鄒北記
2021年3月3日，澳科鄒北記召開賽前新聞發布會，介紹球隊備戰情況及未來發展方向，暫時簽入六名新援補強，包括前代表隊前鋒艾美達。 2021年3月20日，艾美達射入其加盟澳科鄒北記後的第一球。 2022年2月20日，澳科鄒北記在寒風細雨下展示火力，艾美達個人獨取四球，加上迪亞高及朗奴各自梅開二度，最終助球隊大勝本菲卡10比0。

## 澳門足球代表隊
2011年6月11日在小西灣運動場舉行的港澳埠際足球賽，香港只派U21應戰，面對正備戰2014年世界盃外圍賽的澳門代表隊，港隊初段未能佔優，完半場前5分鐘更被客隊的艾美達頂入全場唯一入球。澳門繼97年的第54屆後，再次打敗港隊封王。
2012年6月16日，香港U22以 3–1 作客擊敗澳門，重奪港澳埠際足球賽冠軍，澳門一度憑艾美達扳平。
2014年10月14日，澳門足球代表隊在科大足球場與新加坡舉行國際友誼賽，澳門雖然先失兩球，但是憑梁嘉恆與艾美達完場前的入球，結果二比二逼和對手。
2016年11月3日，亞洲足協團結盃分組賽澳門對蒙古，艾美達梅開二度，最後澳門隊守住2:1勝果拿下分組賽勝利。 11月7日，第二場分組賽澳門對老撾，艾美達分別於78及84 分鐘先後入波，為球隊鎖定4:1勝局。澳門兩戰全勝，篤定晉級四強。
2017年10月2日，澳門友賽老撾，艾美達完場前七分鐘趁門前混亂快腳破網奠定勝局，協助澳門以3比1反勝。同月11日，澳門足球代表隊在亞洲盃外圍賽再遇印度，完半場前八分鐘，李嘉濠右路傳中，艾美達捕捉到後上時機頂破印度十指關，為澳門隊取得有史以來首個亞洲盃第三圈外圍賽入球。可惜澳足結果以1比4不敵對手。
2019年5月25日，澳門友賽佳聯元朗，艾美達為澳門連中兩元，最後被追和3比3。
2019年6月9日，2022年國際足協世界盃外圍賽 – 亞洲區第一圈澳門作客斯里蘭卡的比賽原定在6月11日舉行，但澳門足球總會以安全為理由，拒絕讓澳門隊出發，更申請棄權。澳門足球代表隊於發出一份聯署聲明，強烈要求足總照原定計劃派隊到斯里蘭卡參賽，更表明如若足總不接納他們的請求，聯署的48位球員，包括艾美達，以後將堅決不會再代表澳門出席任何比賽。 2019年6月12日，澳門足球代表隊隊長艾美達向國際足協及亞洲足協發公開信，希望球賽可以改期舉行，他表示這是澳門球員一生難得的機會。

### 國際賽入球
| #  | 日期           | 場地                                   | 對手   | 入球 | 成績 | 賽事                           |
| -- | -------------- | -------------------------------------- | ------ | ---- | ---- | ------------------------------ |
| 1. | 2014年10月14日 | 奧林匹克體育中心-運動場, 氹仔, 澳門    | 新加坡 | 2–2  | 2–2  | 國際友誼賽                     |
| 2. | 2016年11月3日  | 砂拉越運動場, 古晉, 馬來西亞           | 蒙古国 | 1–0  | 2–1  | 2016年亞足聯團結盃             |
| 3. | 2016年11月3日  | 砂拉越運動場, 古晉, 馬來西亞           | 蒙古国 | 2–1  | 2–1  | 2016年亞足聯團結盃             |
| 4. | 2016年11月6日  | 砂拉越運動場, 古晉, 馬來西亞           |        | 3–1  | 4–1  | 2016年亞足聯團結盃             |
| 5. | 2016年11月6日  | 砂拉越運動場, 古晉, 馬來西亞           | 4–1    |      | 4–1  | 2016年亞足聯團結盃             |
| 6. | 2017年10月2日  | 奧林匹克體育中心-運動場, 氹仔, 澳門    |        | 3–1  | 3–1  | 國際友誼賽                     |
| 7. | 2017年10月11日 | Sree Kanteerava Stadium,班加羅爾, 印度 | 印度   | 1–1  | 1–4  | 2019年亞足聯亞洲盃外圍賽第三圈 |
| 8. | 2017年11月14日 | 奧林匹克體育中心-運動場, 氹仔, 澳門    |        | 2–3  | 3–4  | 2019年亞足聯亞洲盃外圍賽第三圈 |

## 個人榮譽
2022年度甲組足球聯賽明星選舉結果，艾美達和蒙地卡羅中場積遜獲得相同票數當選；賽季共射入32球的艾美達同時榮膺最佳本地球員及神射手獎，成為“三料”足球先生。

## 外部連結
- Goal.com 艾美達 （页面存档备份，存于）
- Niki Torrão[永久]